# أنواع الخرسانة

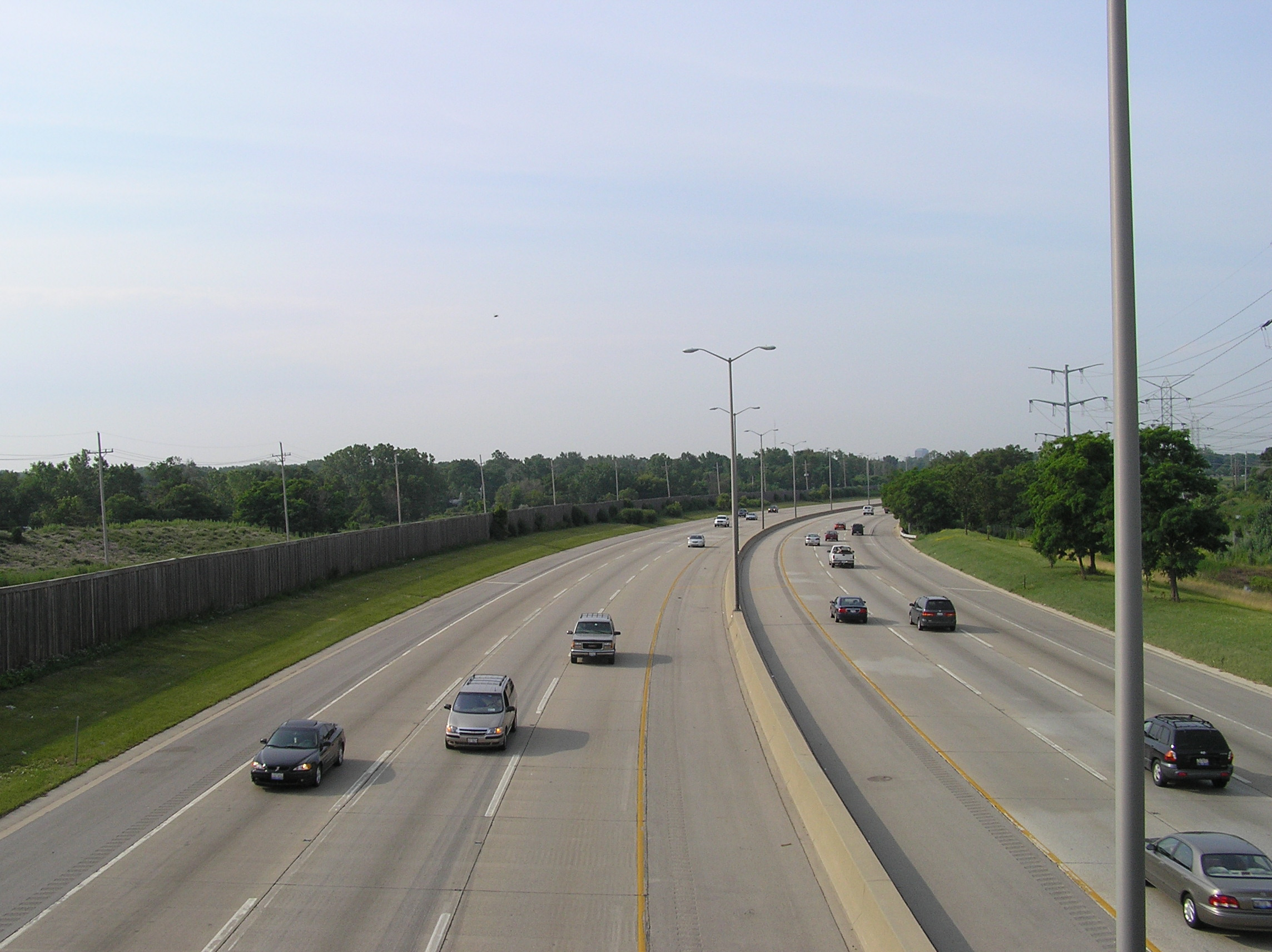
طريق سريع مرصوف بالخرسانة.

أنواع الخرسانة تُنتج الخرسانة في مجموعة متنوعة من التركيبات والتشطيبات وخصائص الأداء لتلبية مجموعة واسعة من الاحتياجات.

## تصميم الخلطة
يمكن أن تكون التصميمات الحديثة للخلطة الخرسانية معقدة. يعتمد اختيار الخلطة الخرسانية على حاجة المشروع لكلٍ من المقاومة والمظهر وفيما يتعلق بالتشريعات المحلية وقوانين البناء.
يبدأ التصميم بتحديد متطلبات الخرسانة. تأخذ هذه المتطلبات في الاعتبار الظروف الجوية التي ستتعرض لها الخرسانة أثناء الخدمة ومقاومة التصميم المطلوبة. تُحدد مقاومة الضغط للخرسانة عن طريق أخذ عينات أسطوانية موضوعة في قوالب ومُعالجة بطريقة قياسية.
هناك العديد من العوامل التي يجب أخذها في الاعتبار، بدءًا من تكلفة الإضافات المختلفة والركام، إلى المفاضلات بين «هبوط الأسعار» لسهولة الخلط والتركيز والأداء النهائي.
تُصمم الخلطة بعد ذلك باستخدام الأسمنت (بورتلاندي أو المواد الأسمنتية الأخرى) والركام الخشن والناعم والماء والإضافات الكيميائية. تُحدد طريقة الخلط أيضًا، بالإضافة إلى شروط استخدامها.
يسمح هذا لمستخدم الخرسانة بأن يكون واثقًا من أن الهيكل سيعمل بشكل صحيح.
طُورت أنواع مختلفة من الخرسانة للتطبيق المتخصص وأصبحت معروفة بهذه الأسماء.
يمكن أيضًا تصميم الخلطات الخرسانية باستخدام برامج الكمبيوتر. توفر هذه البرامج للمستخدم فرصة لاختيار طريقة تصميم الخلطة المفضلة وإدخال بيانات المواد للوصول إلى تصميمات الخلطة المناسبة.

## التركيب التاريخي للخرسانة
اُستخدمت الخرسانة منذ العصور القديمة. صُنعت الخرسانة الرومانية العادية على سبيل المثال من الرماد البركاني (البوزولاني) والجير المائي. تفوقت الخرسانة الرومانية على الوصفات الخرسانية الأخرى (على سبيل المثال، تلك التي تتكون من الرمل والجير فقط) المستخدمة في الثقافات الأخرى. بالإضافة إلى الرماد البركاني لصنع الخرسانة الرومانية العادية، يمكن أيضًا استخدام غبار الطوب. بالإضافة إلى الخرسانة الرومانية العادية، اخترع الرومان الخرسانة الهيدروليكية أيضًا، والتي صنعوها من الرماد البركاني والطين.

## الخرسانة الحديثة
الخرسانة العادية هي المصطلح الأساسي للخرسانة التي تُنتج باتباع إرشادات الخلط التي تُطبع عادة على شكائر الأسمنت، وعادةً ما يُستخدم الرمل أو المواد الشائعة الأخرى كركام، وغالبًا ما تُخلط في حاويات عادية. تعتمد المكونات في أي خلطة معينة على طبيعة التطبيق. يُمكن للخرسانة العادية في العادة مقاومة ضغطًا يبلغ قدره حوالي 10 ميجا باسكال (1450 رطل لكل بوصة مربعة) إلى 40 ميجا باسكال (5800 رطل لكل بوصة مربعة)، مع استخدامات أخف وزنًا، مثل: خرسانة التمهيد والتي تكون مقاومتها للضغط أقل بكثير من الخرسانة الهيكلية. تتوفر أنواع كثيرة من الخرسانة المخلوطة مسبقًا والتي تشمل الأسمنت المطحون المخلوط بالركام، والذي يحتاج إلى الماء فقط.
عادةً، يمكن تصنيع كمية من الخرسانة باستخدام جزء واحد من الأسمنت البورتلاندي وجزئين من الرمل الجاف و3 أجزاء من الحجارة الجاف ونصف جزء من الماء. الأجزاء بالنسبة إلى الوزن - وليس الحجم. على سبيل المثال، لصنع 1 قدم مكعب (0.028 متر مكعب) من الخرسانة يُستخدم 22 رطل (10.0 كيلو جرام) من الأسمنت و10 رطل (4.5 كيلو جرام) من الماء و41 رطل (19 كيلو جرام) من الرمل الجاف و70 رطل (32 كيلو جرام) من الحجارة الجافة (قطر الحجارة من 1/2 بوصة إلى 3/4 بوصة). يصنع هذا 1 قدم مكعب (0.028 متر مكعب) من الخرسانة ويزن حوالي 143 رطل (65 كيلو جرام). يجب أن يكون الرمل ملاطًا أو رملًا من الطوب (مغسول ومُنقى إن أمكن) ويجب أن تكون الحجارة مغسولة إن أمكن. يجب إزالة المواد العضوية (الأوراق والأغصان، وما إلى ذلك) من الرمل والحجارة لتحقيق أعلى مقاومة.

## الخرسانة عالية المقاومة
تتمتع الخرسانة عالية المقاومة بقوة ضغط أكبر من 40 ميجا باسكال (5800 رطل لكل بوصة مربعة). في المملكة المتحدة، تُعرّف الخرسانة عالية المقاومة بأنها خرسانة ذات مقاومة ضغط أعلى من 50/60 نيوتن/ ميلليمتر مربع. تُصنع الخرسانة عالية المقاومة عن طريق خفض نسبة الأسمنت إلى الماء إلى 0.35 أو أقل. في كثير من الأحيان يُضاف غبار السيليكا لمنع تكون بلورات هيدروكسيد الكالسيوم الحرة في القالب الأسمنتي، مما قد يقلل من قوة الربط للأسمنت والركام.
إن نسب الأسمنت إلى الماء المنخفضة واستخدام غبار السيليكا تجعل الخلطات الخرسانية أقل قابلية للتشغيل بشكل كبير، والتي من المحتمل أن تكون مشكلة في تطبيقات الخرسانة عالية المقاومة فقد تُستخدم أقفاص حديد التسليح الكثيفة أحيانًا. للتعويض عن انخفاض قابلية التشغيل، تُضاف الملدنات الفائقة عادةً إلى الخلطات عالية المقاومة. يجب اختيار الركام بعناية للخلطات عالية المقاومة، لأن الركام الضعيف قد لا يكون قويًا بما يكفي لمقاومة الأحمال الواقعة على الخرسانة والتي تتسبب في فشل البدء في الركام بدلًا من القالب أو الفراغ، كما يحدث عادةً في الخرسانة العادية.
في بعض تطبيقات الخرسانة عالية المقاومة، يكون معيار التصميم هو معامل المرونة بدلًا من قوة الضغط القصوى.

## الخرسانة السابقة
تحتوي الخرسانة السابقة، المستخدمة في الرصف المُنْفذ، على شبكة من الثقوب أو الفراغات، للسماح للهواء أو الماء بالحركة خلال الخرسانة.
يسمح ذلك للمياه بالتصريف بشكل طبيعي من خلالها، ويمكنها إزالة البنية التحتية العادية لتصريف المياه السطحية والسماح بتعويض المياه الجوفية بينما لا يحدث ذلك في الخرسانة التقليدية.
تتشكل عن طريق إهمال بعض أو كل الركام الناعم. ثم يُربط الركام الكبير المتبقي بكمية صغيرة نسبيًا من الأسمنت البورتلاندي. عند الضبط، عادةً ما يكون ما بين 15% و25% من حجم الخرسانة عبارة عن فراغات، مما يتيح تصريف المياه بحوالي 5 جالون/ قدم مربع/ دقيقة (70 لترًا/ متر مربع/ دقيقة) من خلال الخرسانة.
المميزات
يمكن للخرسانة السابقة تقليل الضوضاء بشكل كبير، عن طريق السماح للهواء المضغوط بين إطارات المركبات والطريق بالهروب. لا يمكن استخدام هذا المنتج على الطرق السريعة الرئيسية في الولايات المتحدة الأمريكية حاليًا بسبب تصنيفات وحدة القياس (رطل لكل بوصة مربعة) المرتفعة التي تتطلبها معظم الولايات. اُختبرت الخرسانة السابقة حتى 4500 رطل لكل بوصة مربعة حتى الآن.

## الخرسانة الخلوية
يُطلق أحيانًا على الخرسانة المُهواة التي تُنتج عن طريق إضافة عامل إدخال الهواء إلى الخرسانة (أو الركام خفيف الوزن، مثل: الركام الطيني الموسع أو حبيبات الفلين والفيرميكوليت) اسم الخرسانة الخلوية أو الخرسانة المُهواة خفيفة الوزن أو الخرسانة متغيرة الكثافة أو الخرسانة الرغوية وخفيفة الوزن أو الخرسانة خفيفة الوزن القصوى، يجب عدم الخلط بينها وبين الخرسانة خفيفة الوزن، والتي تُصنع خارج الموقع باستخدام طريقة مختلفة تمامًا.
تشمل تطبيقات الخرسانة الرغوية:
- عزل الأسقف.
- رسومات ولوحات الجدران.
- تسوية الأرضيات.
- ملء الفراغ.
- قواعد الطرق الفرعية والصيانة.
- دعامات الجسر والإصلاحات.
- اتزان التربة.

## الخرسانة الزجاجية
أصبح استخدام الزجاج المُعاد تدويره كركام في الخرسانة شائعًا في العصر الحديث، عند إجراء أبحاث واسعة النطاق في جامعة كولومبيا بنيويورك. يعزز هذا الشكلَ الجمالي للخرسانة بشكل كبير. أظهرت الأبحاث الحديثة أن الخرسانة المصنوعة من الركام الزجاجي المُعاد تدويره تُظهر مقاومة أفضل على المدى الطويل وعزل حراري أفضل بسبب خواصها الحرارية للركام الزجاجي.

## الخرسانة الإسفلتية
بالمعنى الدقيق للكلمة، فإن الأسفلت هو شكل من أشكال الخرسانة أيضًا، حيث تحل المواد البيتومينية محل الأسمنت كمادة رابطة.

## الخرسانة المطاطية
في حين أن «الخرسانة الإسفلتية المطاطية» شائعة، فإن خرسانة الأسمنت البورتلاندي المطاطي لا تزال تخضع لاختبارات تجريبية، منذ عام 2009.

## خرسانة النانو
تحتوي خرسانة النانو على جسيمات من الأسمنت البورتلاندي لا تزيد عن 100 ميكرومتر. إنها نتاج خلط عالي الطاقة للأسمنت والرمل والماء.

## الخرسانة البوليمرية
الخرسانة البوليمرية هو الخرسانة التي تستخدم البوليمرات لربط الركام. يمكن أن تكتسب الخرسانة البوليمرية الكثير من المقاومة في فترة زمنية قصيرة. على سبيل المثال، قد يصل خليط البوليمر إلى 5000 رطل لكل بوصة مربعة في غضون أربع ساعات فقط. الخرسانة البوليمرية أكثر تكلفة عادةً من الخرسانة التقليدية.

## الخرسانة الجبسية
الخرسانة الجبسية هي مادة بناء تُستخدم كطبقة سفلية للأرضيات وتُستخدم في هيكل الخشب والخرسانة لمقاومة الحريق وتقليل الصوت والتدفئة بالإشعاع وتسوية الأرضية. إنها خليط من الجبس والأسمنت البورتلاندي والرمل.

## خرسانة مختومة
هي عبارة عن خرسانة معمارية تمتاز بإنهاء للسطح بشكل جمالي، بعدما تُصب الأرضية باطون  يمتص السطح بعض المواد التي تساعد على جفاف وتصلّب الباطون التي يمكن أن تصبغ، ومن ثمَ يتم ختم القالب المُحكم لتكرار الحجر أو الطوب أو حتّى الخشب ليُعطي لمسة نهائية جذّابة على السطح .
بعدما تجف تماماً،  يتم تنظيف السطح والتأكد من أنه مغلق بإحكام لضمان الأمان، تُعتبر مقاومة هذا النوع من الباطون ممتاز ويستطيع التأكد من ذلك . من خلال أماكن عدة تطبق فيها هذا النوع مثل : مواقف السّيارات، الأرصفة، والممرات . 
خرسانة شبه جافة semi dry concrete
هي نوع من الخرسانة المعمارية الغير مسلحة التي تستخدم لانتاج اشكال من البلاطات الرصف PAVING BLOCK وكذلك الطابوق الاسمنتي CONCRETE BLOCK وتمتاز بقلة المحتوي المائي الي الاسمنت w/c والذي يصل الي 0.15 وينتج خرسانات تصل الي 45 ميجا بسكال كأجهاد كسر وتصل الي 3.60 ميجابسكال كإجهاد انحناء، وتعمتمد في انتاجها وتشكيلها علي مكابس عالية القوة في ضغط الخرسانة وتشكيلها بالمقاسات والاشكال المحددة، وتستخدم أيضا هذه التقنية في إنتاج البلاطات الخرسانية المفرغة مسبقة الإجهاد hollow core slabs وبذلك يمكن إنتاج خرسانات اعلي في الإجهاد وقد يصل الي 60 ميجابسكال .
كما تعتمد هذه الطريقة علي المعالجة بطرق مختلفة تعوض نقص الماء اللازم لعملية الاماهة للاسمنت كالمعالجة في غرف التبخير، وكذلك المعالجة بالمواد المانعة للنفاذية .
وهذه الطريقة لانتاج الخرسانة هي شائعة الاستخدام للمنتجات التي تحتاج الي اسراع عملية المعالجة والمناولة، وجميعها طرق مسبقة الصب . 

## خرسانة  عالية الأداء ايتش بي اس ( HPS)
يُعد هذا المصطلح جديد ويُطلق على الخرسانة التي تُطابق مجموعة من الأساسيات فوق أكثر التطبيقات شيوعاً، لكنّها لا تقتصر على القوة . 
بينما جميع الخرسانات عالية القوة هي عالية الأداء، لكن العكس غير صحيح أي أن الخرسانة عالية الأداء ليست عالية القوة . 
وهنا بعض الأمثلة عن مجموعة من هذه الأساسيات المستخدمة حاليا بالنسبة لخرسانة عالية الأداء : 
1)   سهولة الصب . 
2)  الدمك دون الفصل (المقصود هنا بالفصل أي انفصال طبقة الحصى الخشنة عن مونة الإسمنت ) .
3)  القوة في البدايات .
4)   الخصائص الميكانيكية والهندسية بعيدة المدى .
5)  النفاذية .
6)  الكثافة . 
7)  حرارة التفاعل المائي . 
8)  القدرة على امتصاص الصدمات . 
9)  ثبات واستقرار الحجم .
10)الديمومة في البيئات الشديدة 
11) اعتماداً على تنفيذ المشروع البيئي .

## خرسانة فائقة الأداء
تُعتبر هذه الخرسانة إحدى الأنواع التي طُورت حديثاً من قبل بعض الوكالات المهتمة بحماية البنية التحتية، يتكون هذا النوع من إسمنت مقوّى بالألياف الحديدة مع قوة ضغط تزيد عن 150  ميجا باسكال وربما يمكن أن تتجاوز 250  ميجا باسكال .  يمتاز هذا النوع بمكوناته ومنها : الرمل الناعم، بودرة السيلكا، ألياف فولاذية صغيرة  ومزيج خاص من الإسمنت البروتلاندي الذي يزوّدها بقوة عالية .
علينا أن نُلفت الانتباه إلى أنَ هذا النوع لا يحتوى على حصى كبيرة الحجم، تختلف الأنواع الحالية التي تنتج في الأسواق  تاكتل taktal) ) ، داكتل ductal)  )  عن الخرسانة العادية  في الضغط عن طريق التصلّب الالتوائي يتبعُه كسر هش مفاجئ . تجري الأبحاث حول انهيار خرسانة فائقة الأداء بواسطة الشدّ والقص من قبل العديد من الوكالات الحكومية والجامعات حول العالم .

## خرسانة فائقة الأداء المسلحة الدقيقة
تعد هذه الخرسانة الجيل الجديد الذي يلي يو اتش بي سي (UHPC) ، بالإضافة إلى قوة الكسر العالية والديمومة ومقاومة يو اتش بي سي للاحتكاك، فإن خرسانة فائقة الأداء المسلحة الدقيقة تمتاز بالليونة العالية،  وامتصاص الطاقة والمواد الكيميائية والماء والحرارة . 
تجتاز شبكة قضبان الحديدة الموجودة في هذا النوع التي تتصل مع بعضها البعض وتوجد على شكل طبقات ثلاثية الأبعاد  خرسانة يو اتش بي سي (UHPC ) في الديمومة والليونة والقوة . 
يُعتبر أداء الألياف المبعثرة في يو اتش بي سي ( UHPC) غير متوقع، لذلك تُستخدم الخرسانة فائقة الأداء المسلحة الدقيقة في البناء المقاوم للزلازل والانفجارات والقذائف وفي التراكيب الإنشائية والمعمارية والواجهات المعقدة .
كان دوكون (Ducon ) أول مطور ل يو اتش بي سي المسلحة الدقيقة التي استُخدمت في المركز التجاري العالمي في نيويورك . 

## خرسانة ذاتية التصلب
أساس العيوب الخرسانية في اليابان هو نسبة الماء إلى الإسمنت العالية؛  لزيادة التناسق الخرساني، يحدث الدمك الضعيف غالباً بسبب الاحتياج للبناء بسرعة في السيتينات والسبعينات . 
وعّى هاجمي اوكامورا ( Hajme Okamura ) إلى أهمية الخرسانة عالية التناسق، والتي لا تعتمد على القوة الميكانيكية للدّمك. خلال فترة الثمانينات قام اوكامورا مع أحد طلابه الذي كان يدرس في مرحلة البكالوريوس  يُدعى بكازاماسا اوزاوا (kazamasa Ozawa) في جامعة طوكيو بتطوير نوع جديد من الباطون يُسمى بالباطون ذاتي الدمك اس سي سي ( SCC)،  الذي يمتاز بأنه متماسك وسهل التدفق والانسياب، حيث أنه يأخذ شكل القالب الذي يوضع فيه بدون أي دمك ميكانيكي .  وهذا النوع معروف أكثر في الولايات المتحدة الأمريكية . يمتاز اس سي سي ب :
1)  سيولة وانسيابية عندما تُقاس بالتدفق، عادةً تكون ما بين 650  ملم إلى 750 ملم كمعامل تدفق بدلاً من مقياس الاهتراء . 
2)  لا يحتاج لعملية الاهتزاز لدمك الباطون .
3)  صب أسهل .
4)  لا يحدث انفصال أو نزيف للخلطة .
5)  زيادة ضغط السائل والتي قد تُسبب ضرر من ناحية السلامة وجودة العمل . 
يستطيع اس سي سي أن يُنقذ العمل بنسبة تصل إلى 50% في تكاليف العمل بسبب الصّب السريع الذي يصل إلى نسبة 80 % ، ويُقلل التآكل الذي قد يحصل عند صب الخرسانة في القوالب . 
في عام 2005 شكلت هذه الخرسانة ما يقارب 10% إلى %15 من نسبة مبيعات الباطون في بعض الدول الأوروبية .
في صناعة الخرسانة مسبقة التصنيع (الجاهزة ) في الولايات المتحدة الأمريكية، فإن اس سي سي تُشكل أكثر من 75% من الإنتاج الخرساني حيث أنَ 38 وحدة مواصلات في الولايات المتحدة الأمريكية تسمح باستخدام هذا النوع في مشاريع الجسور والطرق . 
هذه التقنية التكنولوجية الحديثة أصبحت ممكنة بواسطة استخدام الملدنات متعددة الكربوكسل، بدلاً استخدام البوليمرات التي تحتوي بشكل أساسي على النفثالين وعدلات اللزوجة لمعالجة فصل الحصى. 